# Torre Sail (Haifa)
El Sail Tower (en hebreo: בית המפרש‎, Beit HaMifras), oficialmente Sede del Gobierno del Distrito Haifa - Edificio B (en hebreo: קרית הממשלה המחוזית חיפה - בניין ב‎), es un rascacielos del gobierno localizado en Haifa, Israel. Pertenece al gobierno del Distrito de Haifa. El nombre del edificio ("sail" significa vela en español) se debe a la semejanza del edificio con una embarcación a vela, pero los residentes locales se refieren al edificio como "El cohete" (en hebreo: הטיל‎, HaTil).
Su construcción se inició en 1999 y fue finalizado el 28 de febrero de 2002. Cuenta con 29 plantas y distribuidas en 137 metros de altura. Como tal, fue el rascacielos más alto de Haifa hasta el año 2003, siendo superado por el IEC Tower. Contando las antenas, continúa siendo el edificio más alto de Haifa. Sin las antenas, las velas del Sail Tower llegan a los 113 metros, y su cubierta principal está a 95 metros.
Cada piso tiene una superficie de 850 a 1300 m². El edificio alberga oficinas del gobierno de Haifa , como así también en los dos primeros pisos están las oficinas del Ministerio del Interior de Israel. En la planta baja se encuentra el Archivo de documentos, el estacionamiento y la usina eléctrica.
Posee ocho ascensores "inteligentes" controlados por ordenador, siendo cuatro de estos para los pisos 1 a 14 y otros cuatro para los pisos 14 a 26. Se ha previsto vincular la torre por un puente a una estación de tren de futuro.
La Sede del Gobierno del Distrito Haifa fue planeada para combinar elementos nuevos y tradicionales. En contraste con el moderno Sail Tower, el paseo marítimo fue diseñado en un antiguo estilo de Oriente Medio, incluyendo mosaicos en sus plantas representando la historia de Haifa. Se exhibe una pintura del Monte Carmelo que data del año 1667 y uno de los mapas en exposición se remonta al año 1773.
La obra fue realizada por la agencia israelí Dina Ammar - Abraham Curiel Arquitectos

## Galería de imágenes

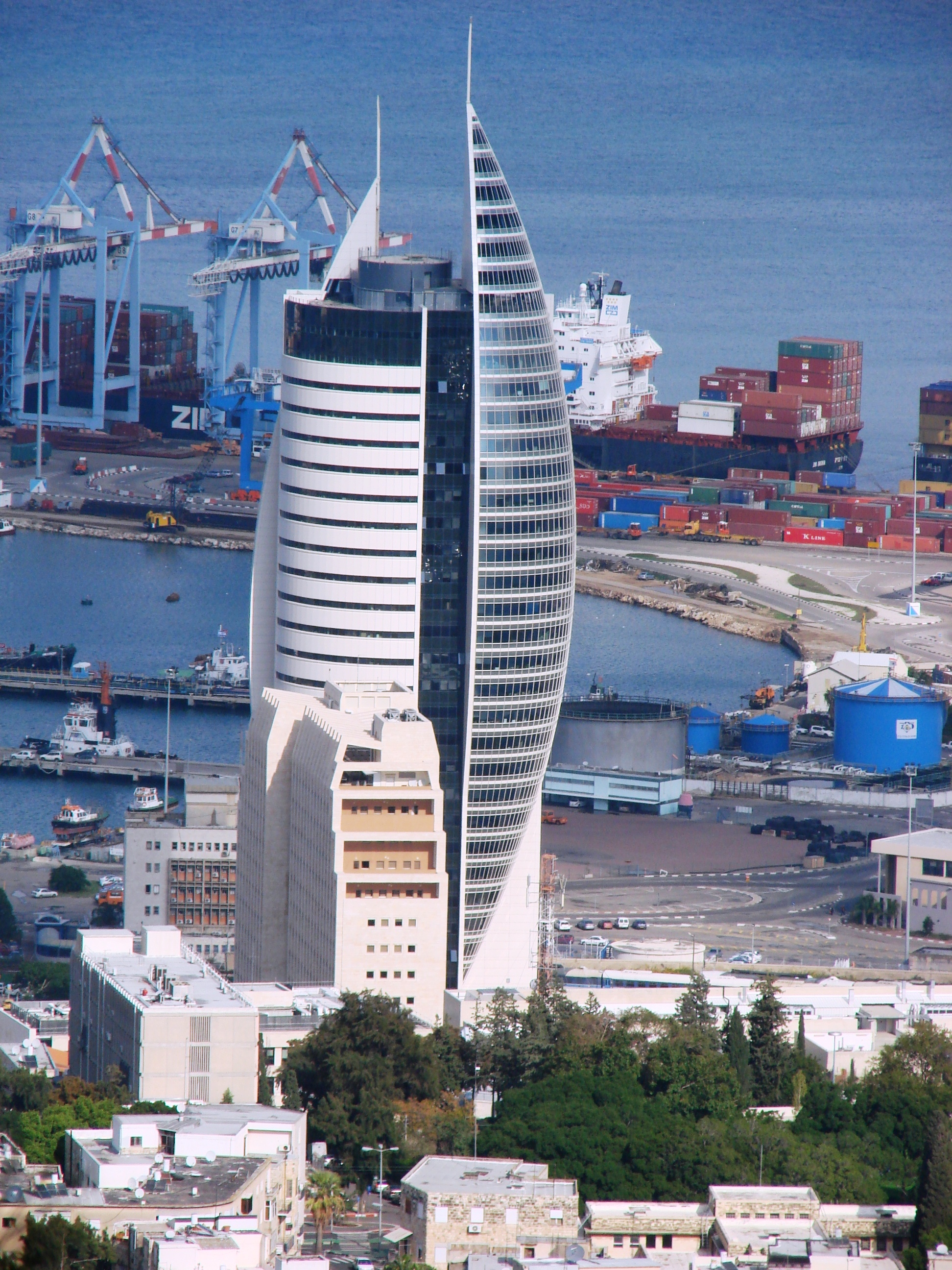
Vista aérea de Sail Tower
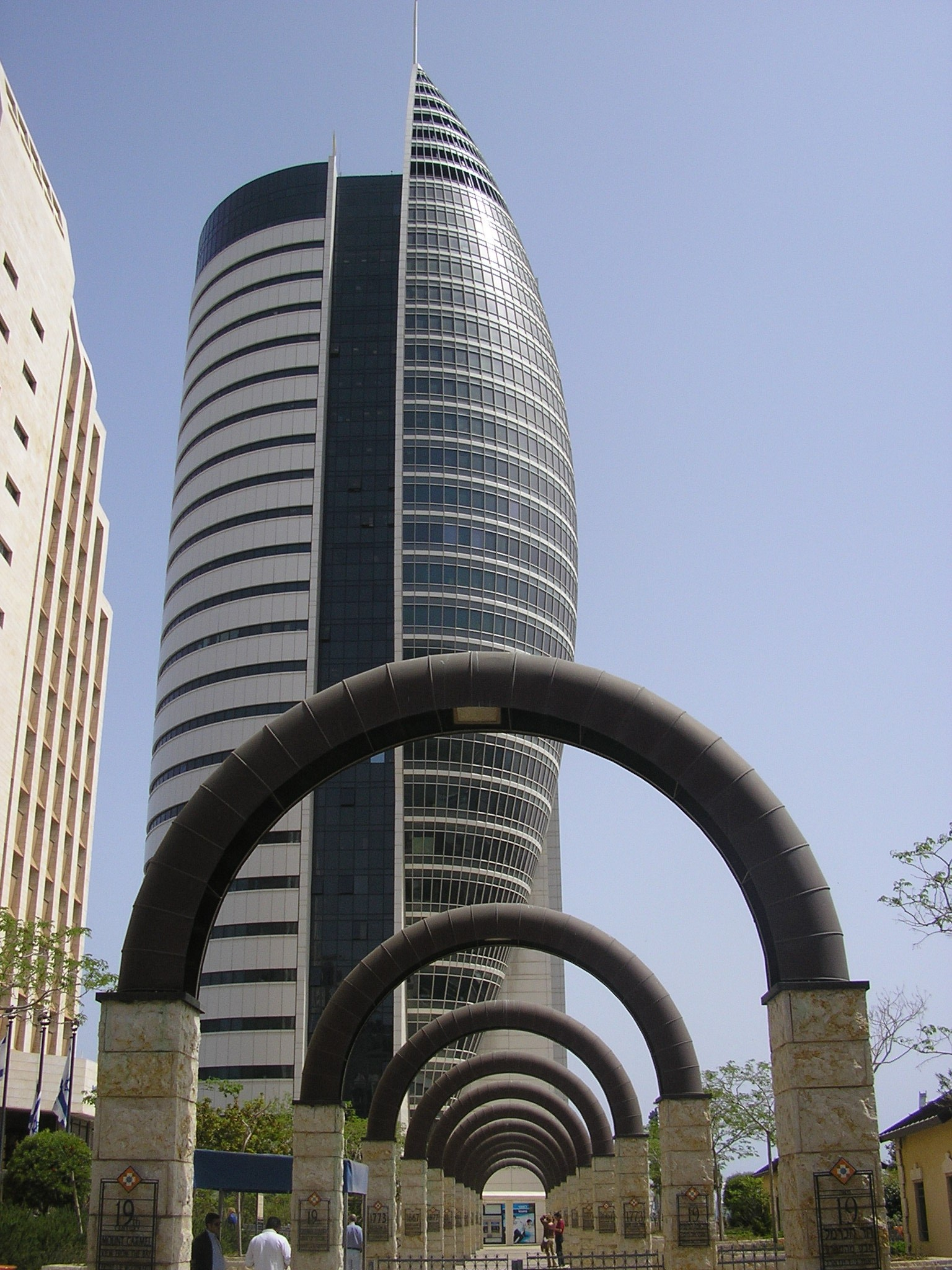
También llamado HaTil (El Cohete
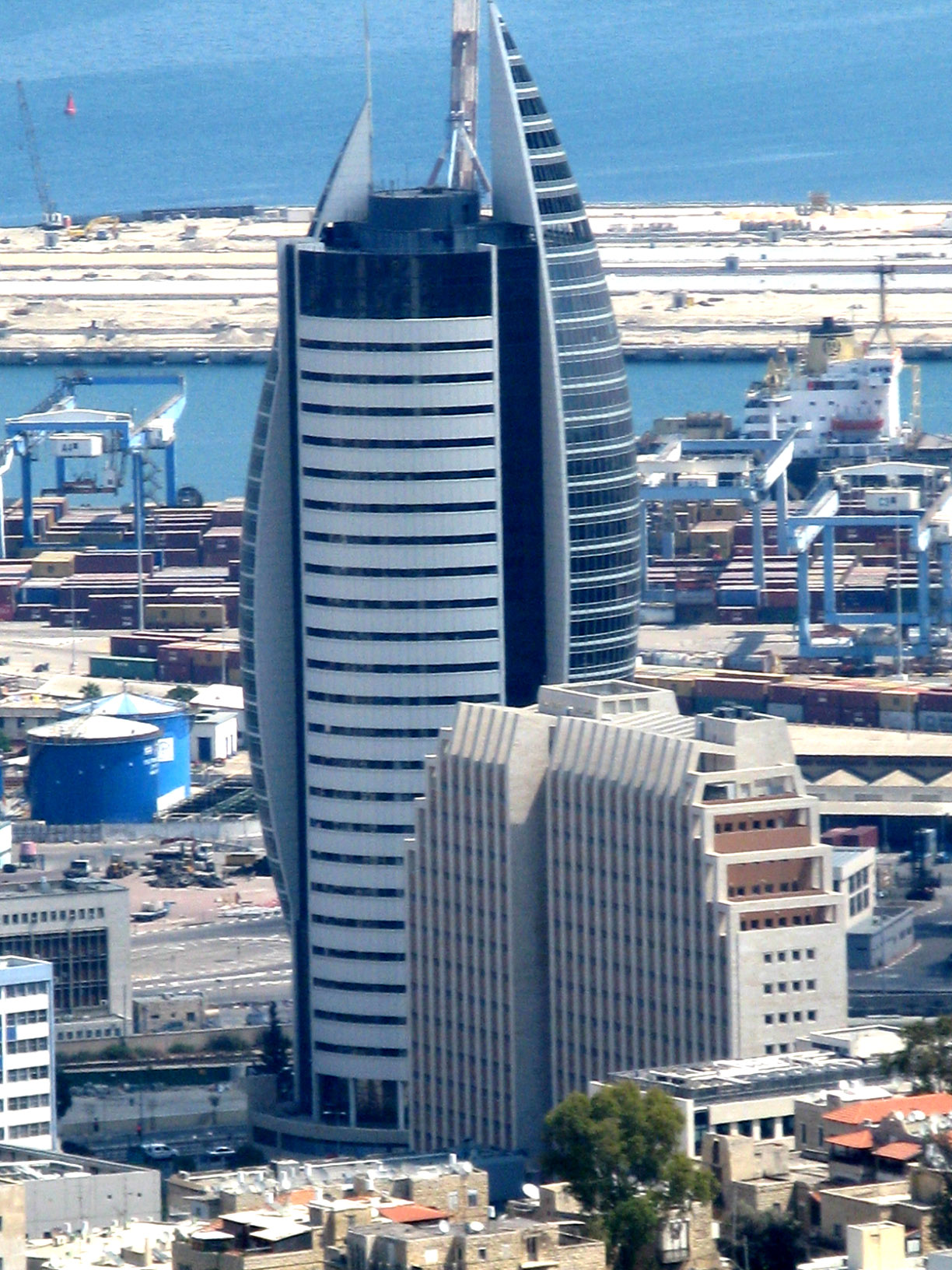
Vista desde el Monte Carmelo
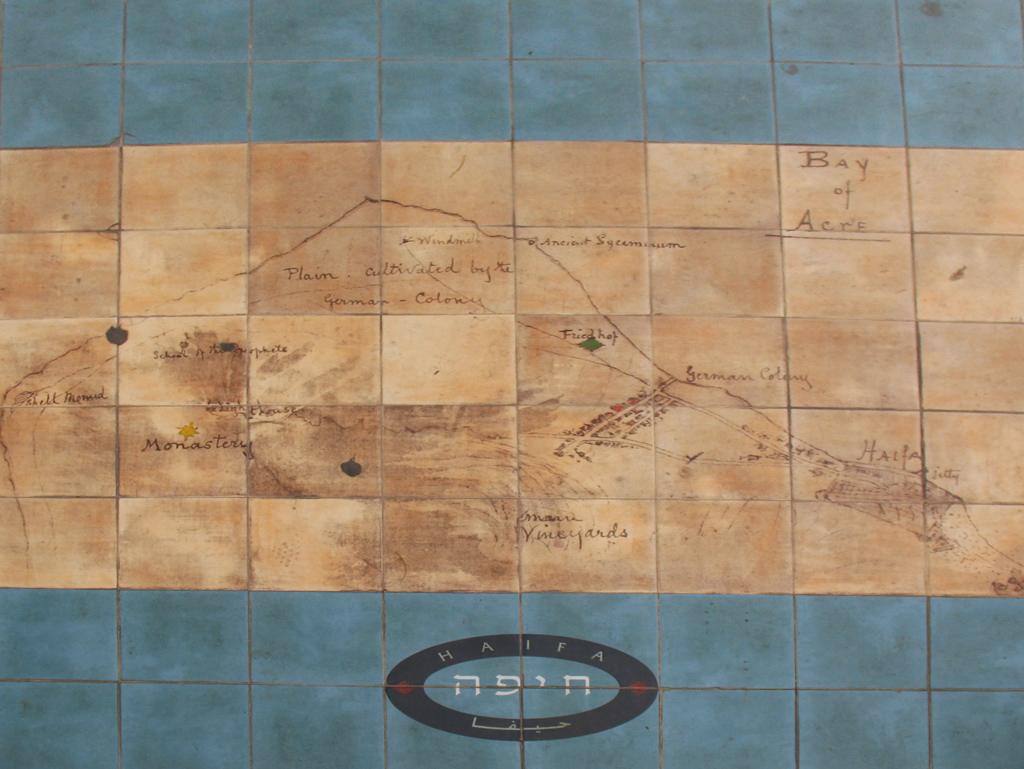
Mosaico del mapa de Haifa del año 1773